# Rhizophora racemosa
Rhizophora racemosa är en tvåhjärtbladig växtart som beskrevs av G. F. W. Meyer. Rhizophora racemosa ingår i släktet Rhizophora, och familjen Rhizophoraceae. Inga underarter finns listade i Catalogue of Life.